# William Crush
William George Crush był pracownikiem linii kolejowej Missouri-Kansas-Teksas.
Obserwując gapiów pojawiających się na miejscu wypadków kolejowych, Crush postanowił, za zgodą kierownictwa, urządzić kontrolowane zderzenie dwóch pociągów. 15 września 1896 w okolicy miejscowości Waco w amerykańskim stanie Teksas, Crush umieścił naprzeciwko siebie dwie lokomotywy na końcach 6,4 km toru, po czym pozwolił im się zderzyć czołowo, kiedy ich prędkość wynosiła ok. 145 km/h. Wydarzenie opóźniło się o kilka godzin, ze względu na konieczność rozmieszczenia 40-tysięcznego tłumu w bezpiecznej według organizatorów odległości. Mimo tego, w wyniku eksplozji kotłów parowych, kilkaset osób zostało poranionych przez odłamki lokomotyw, trzy osoby zmarły.
Łączna energia kinetyczna lokomotyw biorących udział w zderzeniu wynosiła ok. 200 MJ, co odpowiada ok. 50 kg TNT.